# غاريث رودريك
غاريث رودريك (بالإنجليزية: Gareth Roderick)‏ (28 أغسطس 1991 في جنوب أفريقيا - ) هو لاعب كريكت جنوب أفريقي. لعب مع نادي مقاطعة غلوستر للكريكت ‏ وفريق كوازولو ناتال للكريكت ‏.

## وصلات خارجية
- غاريث رودريك على موقع إي آس بي آن كريك إنفو (الإنجليزية)